# 对河口水库
对河口水库位于中国浙江省湖州市德清县武康街道，是以防洪为主，兼有灌溉、供水、发电、养殖等功能的大（二）型水库。因位于莫干山下，故称莫干湖。
2003年9月～2005年9月对河口水库进行除险加固工作。